# Staw Fritza
Staw Fritza – staw rybny na terenie Arboretum Wojsławice (Niemcza). Nazwa upamiętnia Fritza von Oheimba, śląskiego botanika.
Staw został założony w 1910 r. i pierwotnie pełnił rolę ozdobną, jako fragment arboretum. Był akwenem dla grzybieni białych. Jednocześnie miał znaczenie gospodarcze, ponieważ hodowano w nim karpie. Ma powierzchnię 320 m², a jego głębokość wynosi 1,8 m. Zasilany jest przez wody opadowe i Wojsławicką Strugę.